# Сен-Франсуа-Ксавье
Сен-Франсуа-Ксавье (фр. L'église Saint-François-Xavier, Église Saint-François-Xavier-des-Missions-Étrangères — Церковь Франсуа Ксавье, Церковь Франсуа Ксавье иностранных миссий) — приходская римско-католическая церковь, расположенная на площади Президан-Митуар (Рlace du Président-Mithouard) в 7-м округе Парижа. Посвящена Франциску Ксаверию, католическому святому, одному из основателей ордена иезуитов и миссионеру, покровителю миссионеров в разных частях Света.
Церковь является центром католического прихода «Сен-Франсуа-Ксавье-де-Мисьон-Этранжер» (Saint-François-Xavier-des-Missions-Étrangères). В этой церкви, в Капелле Святого Сердца, в драгоценном реликварии, хранятся мощи Мадлен Софи Бара, французской святой католической церкви, основательницы и настоятельницы всемирной монашеской конгрегации «Сёстры Святейшего Сердца Иисуса». Близ церкви расположен Институт католических педагогов.
В июне 2018 года церковь внесена в список исторических памятников. Известна своей коллекцией картин итальянского барокко и маньеризма, в том числе работами Тинторетто.

## История
В 1637 году в рамках движения контрреформации на улице Бак в Париже епископом Дюбалем при поддержке папы Урбана VIII была организована семинария для подготовки миссионеров. Капеллу семинарии в 1641—1642 годах украшали живописцы Жак Стелла, Никола Пуссен, Симон Вуэ. Во время Французской революции, когда приходская церковь Сен-Сюльпис была закрыта, капелла тайно служила в этом качестве. В 1801 году капелла семинарии была присоединена к церкви Сен-Тома-д’Акен, которая стала приходской церковью Сен-Жерменского предместья. В 1802 году приход „Новые иностранные миссии“ был официально выделен из прихода Сен-Сюльпис.
В 1842 году приход получил имя Святого Франциска Ксаверия. Однако вскоре капелла стала слишком тесной для семинаристов и прихожан, и в 1861 году начали строительство новой церкви. Это было частью большого проекта, осуществляемого императором Луи-Наполеоном III, который сопровождал другую грандиозную программу — реконструкцию центра Парижа по плану барона Жоржа Эжена Османа.
Место для новой церкви было выбрано таким образом, чтобы соответствовать пересечению новых бульваров по плану Османа. Строительство было начато под руководством аббата Жана-Луи Рокетта под руководством архитектора Луи-Адриена Люссона. После некоторого перерыва работы возобновились, и внешний вид церкви был завершён 15 июля 1874 года. После оформления интерьеров церковь освятили 23 мая 1894 года, накануне праздника Тела Христова, на церемонии под председательством Франсуа-Мари-Бенджамина Ришара, архиепископа Парижского.

## Архитектура здания
Главный фасад церкви следует одновременно французской романо-готической традиции (две симметричных башни главного фасада, готическая „роза“ в центре) и, одновременно, итальянскому типу двубашенных дворцов и храмов (итал. palazzo in fortezza — „дворцов в крепости“). Устройство железного каркаса, скрытого за каменными стенами, позволило сделать стены менее массивными, увеличить внутреннее пространство и увеличить окна. Треугольный фронтон украшен скульптурной композицией: „Святой Франциск-Ксаверий, проповедующий в Японии и Индии“ работы скульптора Габриэля-Жюля Тома. По сторонам, в нишах фасада, — статуи святых апостолов Петра и Павла.

## Интерьер
Интерьер храма оформлен в неоклассическом стиле. Главный неф перекрыт цилиндрическим сводом, через его аркады, фланкированные полуколоннами коринфского ордера, открываются проходы в боковые капеллы. В восточном трансепте находится Капелла Девы Марии.
В люнетах арки, предваряющей главный алтарь, имеются изображения Моисея со скрижалями Завета, ангела, появляющегося из горящего тернового куста, и фигура первосвященника Аарона, «держащего жезлы, орудия библейского наказания». Над этими сценами — большая картина под названием «Святой Франциск-Ксаверий представляет Христу обращённые им народы». Фигура Христа на троне следует византийской иконографии, а предстоящие фигуры в национальных костюмах представляют страны, где Святой Франциск Ксаверий осуществлял свою миссионерскую деятельность: Индию, Японию и Китай. Купол расписан Шарлем Лемейром в «неовизантийском стиле».
В Капелле Святого Сердца (La chapelle du Sacré-Cœur) находится позолоченный реликварий с мощами святой Мадлен Софи Бара, основательницы конгрегации «Сёстры Святейшего Сердца Иисуса», посвящённой религиозному воспитанию женщин. Реликварий содержит её останки и другие реликвии её жизни. Святыня была передана церкви в 2009 году, чтобы быть рядом с бывшим парижским домом подвижницы, местом конгрегации (ныне Музей Родена) и одной из первых ей организованных школ, ныне лицеем Жана-Виктора Дюрюи.

## Произведения искусства
Самое известное произведение искусства в церкви — картина Тинторетто «Тайная вечеря». Она была написана для «Скуолы Святейших» (Scuola Dei Santissime) церкви Сан Феличе в Венеции в 1559 году и была привезена в Париж в 1865 году Марией-Каролиной Бурбон-Сицилийской, герцогиней Берри.
Капеллы церкви наполнены многими произведениями искусства, начиная с эпохи Возрождения и до XX века. В капелле Святого Людовика представлена картина живописца эпохи бароккo Луки Джордано «Распятие святого Петра». Капеллы в левом проходе также содержат известные произведения, среди них «Апофеоз святого Гаэтана Тиенского» Клода Одрана Младшего.
- Главный фасад церкви. Деталь
- Главный неф
- Главный алтарь
- Иисус Христос и Франсуа Ксавье. Композиция люнета апсиды
- Реликварий  Мадлен Софи Бара
- Тинторетто. Тайная вечеря. Между 1533 и 1566 гг. Холст, масло